# Stesichora quadripunctata
Stesichora quadripunctata är en fjärilsart som beskrevs av Warren. Stesichora quadripunctata ingår i släktet Stesichora och familjen Uraniidae. Inga underarter finns listade i Catalogue of Life.